# Pterygoneurum chotticum
Pterygoneurum chotticum är en bladmossart som beskrevs av Brotherus 1902. Pterygoneurum chotticum ingår i släktet Pterygoneurum och familjen Pottiaceae. Inga underarter finns listade i Catalogue of Life.